# Клаас, Вилли
Виллем (Вилли) Вернер Хюберт Клас (нидерл. Willem «Willy» Werner Hubert Claes; род. 24 ноября 1938, Хасселт) — бельгийский государственный и политический деятель. Окончил Брюссельский свободный университет. Член Бельгийской социалистической партии, а после её раскола — Фламандской. Неоднократно — депутат бельгийского парламента, впервые завоевал мандат в 1968 году.

## Политическая карьера в Бельгии
Министр образования в 1972—1973 годах, стал самым молодым в истории послевоенной Бельгии членом правительства. Министр экономики в 1973—1974 годах. В условиях острого нефтяного кризиса заслужил одобрение своими действиями на этом посту. После поражения своей партии на выборах — активный член оппозиции. Вновь министр экономики в очередном правительстве социалистов — в 1977—1982 годах. В 1979 году получил должность заместителя премьер-министра. В условиях частых политических кризисов 1980-х годов в Бельгии неоднократно уполномочивался королём для проведения переговоров по созданию правительственных коалиций. Министр экономики в 1988—1992 годах. Министр иностранных дел в 1992—1994 годах.

## Генеральный секретарь НАТО
Наивысшей точкой его политической карьеры стало избрание генеральным секретарём НАТО. На этом посту он пробыл менее года, в 1994—1995 годах. Именно во время краткого руководства Клааса, НАТО впервые задействовало военную силу для урегулирования конфликта в Боснии. В связи с расследованием о факте получения взяток членами Фламандской социалистической партии от итальянской авиастроительной компании Agusta вынужден был покинуть политическую арену.
Женат, имеет двух сыновей.